# Jákup Dahl
Pour les articles homonymes, voir Dahl.
Jákup Dahl (5 juin 1878 – 5 juin 1944) est un linguiste, pasteur et traducteur féroïen, traducteur de la Bible en féroïen.

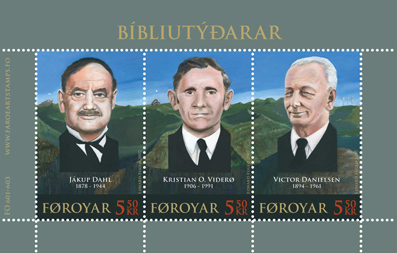
Les trois traducteurs de la Bible en féroïen : Jákup Dahl, Kristian Osvald Viderø et Victor Danielsen. Série de 3 timbres émise par les postes féroïennes en 2007.

## Biographie
Jákup Dahl est né à Vágur, sur l'île de Suðuroy, le 5 juin 1878. Le poète et compositeur Regin Dahl (1918-2007) est son fils.
Après des études de pédagogie et de théologie, il s'oriente vers une carrière d'instituteur, tout d'abord au Danemark, puis à Tórshavn. Membre du parti pour l'autonomie des îles Féroé créé en 1906 par Jóannes Patursson, homme politique et écrivain, il siège comme député au Parlement féroïen jusqu'en 1923.
En 1909, il devient célèbre en refusant de continuer à enseigner en danois, seule langue admise à cette époque, et milite pour la reconnaissance du féroïen, sa langue maternelle. Son combat durera trente ans. En 1912, âgé de 34 ans, il démissionne de son poste d'enseignant et, grâce à sa formation en théologie, devient  pasteur de la région sud de l'île de Streymoy. À partir de 1919, et jusqu'à sa mort en 1944, il sera doyen de l'Église luthérienne des Féroé.
En 2007, les postes féroïennes ont émis un bloc de trois timbres en l'honneur des trois traducteurs de la Bible : Jakup Dahl, Kristian Osvald Viderø (1906-1991) et Victor Danielsen (1894-1961).

## Œuvre
Dès 1908, Jákup Dahl publie une grammaire féroïenne à l'usage des enfants des écoles. Il est également l'auteur de recueils de cantiques et de psaumes (en 1913, en collaboration avec Símun av Skarði), ainsi que de divers ouvrages sur la langue féroïenne et de recueils de sermons.
L'œuvre à laquelle son nom reste attaché est sans conteste sa traduction en féroïen de la Bible à partir de l'hébreu et du grec. En 1921 paraît le Livre des Psaumes et en 1937 le Nouveau Testament dans son intégralité. Après son décès, son compatriote Kristian Osvald Viderø continuera son œuvre et publiera la Bible dans sa totalité en 1961 sous l'égide de la Société biblique danoise.

## Sources et références
- (fo) Cet article est partiellement ou en totalité issu de l’article de Wikipédia en féroïen intitulé « Jákup Dahl » (voir la liste des auteurs).

- (da) Cet article est partiellement ou en totalité issu de l’article de Wikipédia en danois intitulé « Jákup Dahl » (voir la liste des auteurs).